# Изетбегович, Алия
Алия́ Изетбе́гович (босн. Alija Izetbegović; 8 августа 1925[…], Шамац, Королевство Югославия — 19 октября 2003, Сараево, Босния и Герцеговина) — боснийский государственный и политический деятель, президент Республики Боснии и Герцеговины в 1990—1996 годах, член Президиума Боснии и Герцеговины в 1996—2000 годах.

## Биография
Алия Изетбегович родился 8 августа 1925 года в северной части боснийского города Босански-Шамац (ныне Шамац). Он был одним из пятерых детей — двое сыновей и три дочери — Мустафы и Хибы Изетбеговичей. Выходец из обедневшей аристократической семьи. Его дед Изет-бег Яхич из Белграда бежал в Боснию в 1868 году после вывода османских войск из Сербии. Во время службы в качестве солдата в Ускюдаре, Изет-бег женился на Сыдыке Ханым, которая имела турецкое происхождение. Пара в конце концов переехала в Басански-Шамац и имела 5 детей. Дед позже стал мэром города, и, по некоторым сообщениям, спас сорок сербов от репрессий австро-венгерских властей после убийства Гаврилой Принципом эрцгерцога Франца Фердинанда в июне 1914 года.
Отец был бухгалтером, сражался за австро-венгерскую армию на Итальянском фронте во время Первой мировой войны и получил серьёзные травмы, которые оставили его в полупарализованном состоянии по крайней мере 10 лет. Он объявил о своём банкротстве в 1927 году. В 1928 году его семья переехала в Сараево.
В 1940 году Алия вступил в религиозно-политическую организацию «Молодые мусульмане». В 1943 году окончил среднюю школу и поступил в сельскохозяйственный техникум. После освобождения Сараево 6 апреля 1945 года призван в ряды НОАЮ. В 1946 году во время службы в югославской армии был приговорён к трём годам тюремного заключения за религиозную пропаганду и за активное участие в деятельности организации «Молодые мусульмане».
В 1949 году после выхода на свободу поступил на юридический факультет Сараевского университета, окончил его в 1956 году. Работал юридическим консультантом в транспортных компаниях, одновременно продолжал заниматься политической деятельностью. В компартии никогда не состоял.
В 1970 году опубликовал свою «Исламскую декларацию», в которой в частности писал: «Не может быть ни мира, ни сосуществования между исламским вероисповеданием и неисламскими политическими институтами власти. Исламское обновление не может начаться без религиозной революции, но оно не может успешно продолжаться и претворяться в жизнь без революции политической. Наш путь начинается не с захвата власти, а с завоевания людей». За это произведение он получил 14 лет тюрьмы (вышел досрочно в 1979 году).
Вместе с М. Филиповичем и Ф. Абдичем в 1990 году основал консервативную партию демократического действия Боснии и Герцеговины.
В 1990 году был избран председателем Президиума Боснии и Герцеговины в составе бывшей Югославии. Отказался от участия в состоявшейся 12 августа 1991 года в Белграде встрече высших представителей Сербии, Черногории, Боснии и Герцеговины, на которой была принята Инициатива по мирному и демократическому решению югославского кризиса. Впоследствии, поначалу согласившись и поставив свою подпись под «Планом урегулирования» португальского дипломата Жозе Кутильеро, подписанного также лидерами боснийских хорватов и боснийских сербов 18 марта 1992 года после долгих согласований, после общения с представителями США и по возвращении из Лиссабона в Сараево отозвал свою подпись. 2 мая 1992 года был арестован в аэропорту Сараево вместе с младшей дочерью Сабиной, но уже на следующий день они были выпущены в обмен на свободную эвакуацию казарм югославской армии из города. По мнению некоторых авторов, в 1994 году встречался в Сараево с Усамой бен Ладеном.
В 1995 году в результате проведённой совместно с хорватской армией операции «Буря» с территории ликвидированной Республики Сербская Краина бежало 230—250 тысяч сербов. В том же году подписал Дейтонские соглашения от Боснии и Герцеговины.
19 октября 2003 года умер от заболевания сердца, был похоронен на кладбище «Ковачи».

Могила Алии Изетбеговича в Сараево.

В августе 2006 года его могила была взорвана.

## Награды
- 1995 — Орден Королевы Елены (Хорватия)[9].
- 1997 — Орден Турецкой Республики (Турция)[10].
- Международная премия короля Фейсала.

## Семья
Сын — Бакир Изетбегович — член Президиума Боснии и Герцеговины от боснийских мусульман (с 6 ноября 2010 года).
Старшая дочь — Лейла Изетбегович — математик.
Младшая дочь — Сабина Изетбегович (Берберович) — во время президентства Алии Изетбеговича — его переводчик.

## В кинематографе

### Документальное кино
- Тяжесть цепей

## В музыке
Алия Изетбегович, как одна из ведущих политических фигур войны в Боснии и Герцеговине, упоминается в посвящённых ей песнях:
- Baja Mali Knindža — Ne volim te Alija.
- Baja Mali Knindža — Oj, Alija, nisi više glavni.
- Koridor — Oj, Alija Aljo.
- Mahir Bureković — Zivjela Bosna.
- Džavid Pamuković — SDA.
- Miro Semberac i Otarci — Puće puška na sred Semberije.
- Džavid Pamuković — Hvala BH Armiji, SDA i Aliji.